# Lise London
Pour les articles homonymes, voir London.
Lise London, née Élizabeth Ricol, est une militante communiste et résistante française, née le 15 février 1916 à Montceau-les-Mines et morte le 31 mars 2012 à Paris.

## Biographie
Lise Ricol naît dans une famille pauvre d’immigrants espagnols. Son père, mineur atteint de la silicose, est un militant communiste.
Elle passe son certificat d'études puis, après une formation de secrétaire, commence à travailler comme sténo-dactylo chez Berliet.
Elle épouse en premières noces Auguste Delaune en décembre 1933 à Vénissieux, .
Membre des Jeunesses communistes depuis 1931, elle est envoyée à Moscou en 1934 par le Parti communiste. Elle y rencontre le Tchèque Artur London, avec lequel elle vit à partir de février 1935 et qu’elle épouse en 1945,. En 1936, elle participe à la constitution des Brigades internationales dans l’Espagne républicaine.
Après son retour à Paris en 1939, elle entre en résistance contre l’Occupation allemande. Capitaine des Francs-tireurs et partisans, elle mène une action le 1er août 1942, une manifestation de ménagères dans un magasin de l’enseigne Félix Potin dans le 14e arrondissement, à un angle de la rue Daguerre et de l’avenue d’Orléans, où elle harangue la foule, avant de réussir à prendre la fuite à l’arrivée des forces de l'ordre. Elle est surnommée par les Allemands et la police française, qui la recherchent, « La mégère de la rue Daguerre », tandis que pour Radio Londres et La Voix de la Russie, elle devient « L’héroïne de la rue Daguerre ». Elle est arrêtée en août 1942, emprisonnée et jugée par les autorités de Vichy, puis livrée l’année suivante aux Allemands et déportée au camp de concentration de Ravensbrück, puis à Buchenwald.
En 1949, elle s’installe à Prague avec son mari, devenu vice-ministre des Affaires étrangères. Quand il tombe en disgrâce et est arrêté en 1951, elle recueille son témoignage, qu’il lui fait parvenir dans des paquets de papier à cigarettes. Le couple raconte cette période de leur vie dans le livre ensuite adapté au cinéma sous le même titre L'Aveu (le rôle de Lise London est tenu par Simone Signoret).
En mars 2000, elle participe au congrès du Parti communiste français à Martigues.
Elle meurt le 31 mars 2012 à Paris à l'âge de 96 ans. Elle est inhumée au cimetière parisien d'Ivry,.

## Famille
Sa sœur, Fernande Ricol, est l'épouse du dirigeant communiste français Raymond Guyot.

## Décorations et hommage

### Décorations
- Officier de la Légion d'honneur
- Médaille de la Résistance française (décret du 31 mars 1947)[10]

### Odonymie
La place Lise-et-Artur-London, inaugurée en 2017 à Paris, lui rend hommage ainsi qu'à son époux. À la fête de l'Humanité, une allée porte le nom de Lise London.

### Exposition
Elle fait partie des seize femmes dont le parcours est présenté dans le cadre de l'exposition temporaire Déportées à Ravensbrück, 1942-1945, organisée par les Archives nationales (site de Pierrefitte-sur-Seine) du 3 février au 16 juin 2023.

## Œuvre
- L'Aveu : dans l'engrenage du procès de Prague, version française d'Arthur et Lise London, Gallimard, 1971.
- L'Écheveau du temps : la mégère de la rue Daguerre, souvenirs de résistance, Paris, Seuil, 1995,  (ISBN 978-2020131681).
- L'Écheveau du temps : le printemps des camarades, Paris, Éditions du Seuil, 1996,  (ISBN 978-2020246231)